# 澤雷姆利亞
50°21′43″N 27°35′51″E / 50.36194°N 27.59750°E
澤雷姆利亞（烏克蘭語：Зеремля），是烏克蘭中部日托米爾州的村落，由茲維亞赫爾區的巴拉尼夫卡市鎮所轄，距離日托米爾約87公里，始建於1786年，面積17.09平方公里，海拔高度222米，2001年人口685，人口密度每平方公里40.08人。